# Thygater palliventris
Thygater palliventris är en biart som först beskrevs av Heinrich Friese 1908.  Thygater palliventris ingår i släktet Thygater och familjen långtungebin. Inga underarter finns listade i Catalogue of Life.